# ビバリーヒルズ・コップ: アクセル・フォーリー
『ビバリーヒルズ・コップ：アクセル・フォーリー』（原題：Beverly Hills Cop: Axel F）は、アメリカ合衆国のアクション・コメディ映画。
ウィル・ビールが脚本を担当し、マーク・モロイが監督を務めた。前作に引き続き、エディ・マーフィが主演する。
映画『ビバリーヒルズ・コップ』シリーズの第4弾で、『ビバリーヒルズ・コップ』（1984年）、『ビバリーヒルズ・コップ2』（1987年）、『ビバリーヒルズ・コップ3』（1994年）の続編になる。
2024年7月3日、Netflixで配信開始。
本作は、1990年代半ばにエディ・マーフィの製作会社のもとで開発に着手され、さまざまな監督や脚本家が様々なタイミングで本作の企画に参加したが、複雑な製作プロセスに入ってしまった。映画監督のブレット・ラトナーと、アディル・エル・アルビとビラール・ファラーは、開発のさまざまな段階で、当初は監督として契約していた。モロイは2022年4月に監督として起用され、同年8月からカリフォルニア州で製作が開始された。
ジョン・アシュトンはこれが遺作となった。

## あらすじ
前回のワンダーワールド事件後、アクセル・フォーリーは友人であるジェフリー・フリードマン副署長のもと、デトロイト警察の刑事として活躍していた。試合中にデトロイト・レッドウィングスのロッカールームで略奪を働いた窃盗団を追って、アクセルは追跡を続けるが、その結果、街に莫大な損害を与えてしまう。警察本部長に迫られたジェフリーは引退を表明。彼はアクセルに、別居中の娘ジェーン・サンダースと再会するよう提案する。彼女はLAで弁護人をしており、アクセルの友人で元ビバリーヒルズ警察官から探偵に転身したビリー・ローズウッドの指導を受けていた。ローズウッドもアクセルに電話をかけ、ジェーンの命が危険にさらされていると警告する。彼は、潜入捜査官コープランド殺害の濡れ衣を着せられたエンリケスの弁護をするジェーンを指導していた。電話の後、ローズウッドは殺人が行われた車から証拠を回収するがカルテルに誘拐される。フォーリーは旧友を助け出すため、娘とその元恋人と共にビバリーヒルズ警察内部の汚職を糾明しようとするが、頼みのタガートからも理解を得られずサポートを失い、様々な妨害を受けてしまう。

## キャスト
※括弧内は日本語吹替。過去作からの続投キャストはテレビ朝日『日曜洋画劇場』版の声優陣が続投している。
アクセル・フォーリー
演 - エディ・マーフィ（山寺宏一）
ミシガン州デトロイト出身の、口八丁手八丁で活躍してきた敏腕警部補。友人や上司が死傷した事件の捜査でたびたびビバリーヒルズを訪れている。
ボビー・アボット
演 - ジョセフ・ゴードン＝レヴィット（内田夕夜）
ジェーンの元ボーイフレンドであり、アクセルの新しいパートナーになるビバリーヒルズ警察の刑事。
ジェーン・サンダース
演 - テイラー・ペイジ（田村睦心）
ビバリーヒルズで刑事弁護人として働くアクセルと別居し疎遠な娘。父のフォーリー性を名乗るのを嫌がり苗字を改名している。
ケイド・グラント
演 - ケヴィン・ベーコン（安原義人）
ビバリーヒルズ警察で麻薬捜査班を率いる警部だが事件の真相を握る。タガートの古くからの仲間であるが、フォーリーが疑いをかけた事からタガートから激怒される。
ウィリアム・“ビリー”・ローズウッド
演 - ジャッジ・ラインホルド（井上和彦）
私立探偵。ジョン・タガートの元相棒。前作『ビバリーヒルズ・コップ3』までビバリーヒルズ警察に所属していたが、本作ではある事件をきっかけに離れている。
ジョン・タガート
演 - ジョン・アシュトン（池田勝）
ビバリーヒルズ警察の現署長でビリーの元相棒。前作では、すでに警察を引退していたが本作では復帰している。
アシュトンは『ビバリーヒルズ・コップ2』から35年ぶりに同役に復帰した。
ジェフリー・フリードマン
演 - ポール・ライザー（及川いぞう）
デトロイト市警所属の警察署の副署長で、アクセルの元相棒。ポールは『ビバリーヒルズ・コップ2』から35年ぶりにこの役に復帰した。
セルジュ
演 - ブロンソン・ピンチョット（堀内賢雄）
ヴィクター・メイトランドに雇われていた画廊の元セールスマン。事件を捜査するアクセルに度々協力する。
『ビバリーヒルズ・コップ3』以来、28年ぶりの再登場となる。
ベック
演 - マーク・ペルグリノ
事件の黒幕の手下。
チャリーノ・ヴァルデモロ
演 - ルイス・ガスマン
麻薬カルテルのボス。
アシュリー・デ・ラ・ロサ
演 - ナシム・ペドラド
不動産バイヤー。
ゴルファー
演 - クリストファー・マクドナルド

## 製作

### 企画開発
シリーズ4作目は当初、1990年代半ばにエディ・マーフィ自身の製作会社である「エディ・マーフィ・プロダクションズ」による製作のもとで公開されると発表されたが、その後、製作そのものが頓挫した。2006年にプロデューサーのジェリー・ブラッカイマーが映画シリーズを復活させる意向を表明し、その製作が再度発表されたが、最終的には製作を断念し、ロレンツォ・ディ・ボナヴェンチュラに製作権利を譲渡した。同年9月、以前の草稿をいくつか組み合わせた脚本がエディに提示され、彼は「オリジナルの感触」を再現しようとしていると表現された、その脚本の概要に「非常に満足」していると報じられた。エディは『ビバリーヒルズ・コップ』第4弾を製作する動機のひとつが、第3作目が「ひどい」ものだったという事実の埋め合わせであり、「あのまま（シリーズから）離れたくなかった」という自身の考えを認めた。
2008年5月、『ラッシュアワー』の監督であるブレット・ラトナーが正式に監督に指名され、噂されていた（表現等を弱めた）「PG-13」ではなく、シリーズの標準である「R」指定での内容で復活することを約束した。Michael Brandt とDerek Haasが、2008年7月に既存の脚本を改良するために脚本家として雇われ、『Beverly Hills Cop 2009』というワーキングタイトルのもと、アクセルが友人のビリー・ローズウッドが殺された事件を捜査するためにビバリーヒルズへ戻るという新しい脚本を完成させた。しかし、結局、この脚本は却下され、ラトナー監督は新しいアイデアに取りかかることになった。エンパイア誌とのインタビューで、ラトナー監督は「4作目に一生懸命取り組んでいます。特に前に3本あったので、とても難しいです。どこから始めるか？アクセルは引退したのか？ビバリーヒルズにいるのか？休暇中なのか？ジャッジ・ラインホルドは愛すべきビリー・ローズウッドとして戻ってくるのか？多くの疑問を解決しなければなりませんが、映画が私たちの存在から消える前に脚本を用意したいと思っています」と述べている。エディ自身はこの企画に関与していたが、当時はシリーズの他の主要俳優であるジャッジ・ラインホルドや、ジョン・アシュトン、ロニー・コックス、ブロンソン・ピンチョットも復帰するかどうかは未確定であった。ただし、ラトナー監督は、ラインホルドとアシュトンには出演を交渉中であると2009年末に述べている。一方で、ハロルド・フォルターメイヤーの『アクセルF』は、提案された第4弾のためにテーマ曲として間違いなく「戻ることになるだろうが、全く新しい解釈になる」と、ラトナー監督は言及している。2010年11月15日に、ラトナー監督はMTVとのインタビューで、第4作目を製作する可能性はまだ残っているが「いつでもすぐに」作るわけではないと述べた。
2011年10月、エディは4作目の可能性について「彼らはやっていないでしょう。今やろうとしているのは、アクセル・フォーリーの息子を主人公にしたテレビ番組の製作で、アクセルは今、デトロイトの警察署長なんです。パイロット版を作って、あちこちに見せに行きます。映画の脚本に関してはどれも正しくなく、その前提を無理強いしようとしていました。無理にやろうとするなら、やらないほうがいい。それはいつも古いものの焼き直しでした。常に間違っていたのです」と語った。2013年の夏の終わり頃に、CBSがテレビシリーズの製作を見送った後、パラマウントは第4作の製作を進めることを決定した。2013年9月13日、ジェリー・ブラッカイマーが製作に向けて交渉中であることを明らかにした。同年12月6日、エディ・マーフィーが再びアクセル・フォーリー役を演じ、ブレット・ラトナーが監督することが発表された。2014年5月2日、Deadlineは脚本家のジョシュ・アペルバウムとアンドレ・ネメックが脚本を執筆することを報じた。
2014年6月27日、ローリング・ストーン誌とのインタビューで、エディは、長年ファミリー層向けの映画を製作してきた後に、アクセル・フォーリーというエッジの効いたタイプのキャラクターに戻ることについて語った。そして、「ストリート系や、労働者階級、ブルーカラーといったキャラクターはもう何年もやっていないから、もしかしたら、『おお、すごい、彼はこんなこともできたんだ』という感じになるかもしれませんね」と語っている。この映画のプロットに関するスタジオの発表によると、アクセルはビバリーヒルズでの仕事を終えてデトロイトに戻り、記録的な寒さの冬に直面しつつ、アメリカで最も強固な教えに従う都市の1つにおける新しいルールと古い敵に対処することになるとのことである。ミシガン州は、州内での映画製作者の支出を5660万ドルと推定し、1350万ドルの映画奨励金を承認した。この映画はデトロイトとその周辺で撮影されることで、352人の労働者の雇用を生み出すと推定されている。本作は当初、2016年3月25日の公開を予定していたが、2015年5月6日、パラマウント・ピクチャーズは脚本への懸念から『Beverly Hills Cop IV』を公開予定から外した。2016年6月14日、Deadline Hollywoodはベルギーのドラマ『テロ対策特殊部隊 BLACK.1 ブラック・ワン』の監督であるAdil El ArbiとBilall Fallahが本作を監督すると報じた。2017年1月、フランチャイズの新作である『Beverly Hills Cop IV』において、エディ・マーフィーがアクセル・フォーリー役を再び演じ、アディル・エル・アルビとビラール・ファラーが監督を務めること、そして、同年6月に撮影を開始することが明らかになった。9月には、監督のArbiとFallahは、エディと一緒に主演する俳優としてトム・ハーディかチャニング・テイタムをキャスティングすることに関心を寄せていた。
2019年8月、この映画はまだ開発段階にあると説明された。2019年10月1日、Colliderとのインタビューで、エディは『星の王子 ニューヨークへ行く2』の撮影が終了した後に主要撮影を開始すると明らかにした。2019年11月14日、Deadline Hollywoodは、パラマウント・ピクチャーズがNetflixとこの映画の開発に向けて、続編のオプション付きで一回限りのライセンス契約を結んだと報じた。2020年5月、COVID-19のパンデミックによる映画製作事業の遅れの後に、ArbiとFallahは、自分たちがまだ共同監督として、本作に参加し、新しい脚本家が新しい脚本の執筆に取り組んでいることを認めた。2022年4月に、ArbiとFallahの両監督は『Batgirl』（2022年）に専念するために、本作の製作から離れ、その後任としてMark Molloyが雇われた。同記事では、ウィル・ビールが脚本を担当することも発表された。

### 撮影
2022年2月、本作はプリプロダクション作業に入り、16,059,000ドルのカリフォルニア州税額控除を受けた。同年8月29日から58日間、税制優遇措置による7800万ドルの適格支出を実現するために、カリフォルニア州の他の地域での撮影も含めつつ、サンバーナーディーノで主要撮影を開始した。
同年8月、テイラー・ペイジとジョセフ・ゴードン＝レヴィットが未公表の役で出演していることが確定した。同月、ポール・ライザーとジョン・アシュトンがそれぞれ前2作のジェフリー・フリードマン刑事役とジョン・タガート巡査部長役で、本作に再登場することが決定した。9月には、ジャッジ・ラインホルドとブロンソン・ピンチョットがそれぞれウィリアム・“ビリー”・ローズウッド巡査部長役とセルジュ役として本作に再び出演することと、ケヴィン・ベーコンとマーク・ペルグリノがキャストに加わることが確定した。

## 公開
2024年7月3日、Netflixで配信開始。